# Mikael Reissuer
Mikael Reissuer (Mäster Mikael), död 1650, var bödel i Stockholm från 1635 till 1650 vid Galgberget, Södermalm. Reissuer kom från Norrköping där han försörjt sig som småkrämare. Tjänsten som skarprättare i Stockholm fick han, ovanligtvis, utan att vara dömd för något brott. Ett vanligt sätt att rekrytera bödlar var annars att benåda en dödsdömd man, på det att han iklädde sig mästermannens huva. Tjänsten innebar ansvar för de underordnade rackarna och bödelsdrängarna.
Han tillträdde befattningen den 3 februari 1635, och verkade i yrket fram till sin egen avrättning den 20 mars 1650. Inkomsten räckte till att skaffa ett hus för sig och sin familj vid nuvarande Renstiernas gata på Södermalm, i närheten av sin arbetsplats – galgberget på Stigberget, då i utkanten av Stockholm.
Mäster Mikael bröt mot lagen när han lät en ”hästmakare och landsstrykare” bo i sitt hus. Han dömdes för detta, men fortsatte ändå att umgås med mannen. Vid ett ödesdigert tillfälle drack de brännvin och blev osams om en gammal skuld. Det slutade med att Påwel Andersson, som gästen hette, låg död i dörröppningen. Mikael Reissuer dömdes mot sitt nekande till döden och halshöggs av sin efterträdare.
En del av Fjällgatan på Södermalm i Stockholm döptes 1939 till Mäster Mikaels gata. 